# Danis occidentalis
Danis occidentalis är en fjärilsart som beskrevs av Johannes Karl Max Röber 1926. Danis occidentalis ingår i släktet Danis och familjen juvelvingar. Inga underarter finns listade i Catalogue of Life.